# Ghost Dog – Samurajens väg
Ghost Dog – Samurajens väg (originaltitel: Ghost Dog: The Way of the Samurai) är en amerikansk actiondramafilm från 1999, skriven och regisserad av Jim Jarmusch.

## Handling
Ghost Dog (Forest Whitaker), en afro-amerikansk yrkesmördare, arbetar för maffian. Han följer samurajernas urgamla regel, som finns beskriven i Yamamoto Tsunetomos regelbok Hagakure.

## Medverkande
- Forest Whitaker – Ghost Dog
- John Tormey – Louie
- Henry Silva – Ray Vargo
- Cliff Gorman – Sonny Valerio
- Isaach De Bankolé – Raymond
- Camille Winbush – Pearline
- Tricia Vessey – Louise Vargo
- Gene Ruffini – Gammal Consigliere
- Frank Minucci – Big Angie
- Richard Portnow – Handsome Frank
- Frank Adonis – Valerios livvakt
- Victor Argo – Vinny
- Kenny Guay – Pojke i fönster
- Vince Viverito – Johnny Morini
- Dennis Liu – Ägare av kinarestaurang
- RZA – Kamouflerad samuraj
- Gary Farmer – Nobody (Cayugaindian)
- Shi Yan Ming – Kung-Fu Master